# Криничанське
Кринича́нське (раніше Червоногвардійське) — селище в Україні, у  Кадіївській міській громаді Алчевського району Луганської області.
Знаходиться на тимчасово окупованій території України.
Відповідно до Розпорядження Кабінету Міністрів України від 12 червня 2020 року № 717-р «Про визначення адміністративних центрів та затвердження територій територіальних громад Луганської області» увійшло до складу Кадіївської міської громади.

## Географія
Розташоване за 1 км від правого берега річки Комишуваха та за 10 км від залізничної станції Сентянівка. Сусідні населені пункти: місто Кадіївка на заході, Голубівка, село Богданівка, селище Криничне на північному заході, села Зарічне, Червоний Лиман на півночі, селища Хороше на сході, Яснодольськ на південному сході.

## Історія
18 червня 1953 р. населеному пункту Криничанських шахт надано статус смт з присвоєнням найменування Красногвардійський.
У 1970 році населення становило 5 400 осіб. Працювали кам'яновугільна шахта, винарня.